# جبل الخليل
جبل الخليل، منطقة جغرافية و تكوين جيولوجي في جنوب الضفة الغربية ، يستخدم المصطلح في الثقافة العبرية بشكل كبير كموقع لمملكة يهودا والحشمونائيم كما يستخدم المصطلح كبديل لمحافظة الخليل ، وفي المقابل فإن للمصطلح أهمية عند الفلسطينيين من الناحية العشائرية للتعبير عن الوحدة التي تربط عشائر وسكان المحافظة.
جنوب جبل الخليل هو الجزء الأخير من جبال الضفة الغربية، ويحيط به من الجنوب صحراء النقب ومن الشرق البحر الميت حيث يكون المطر قليل بمعدل 300 ملم في السنوات الأخيرة.
تمتد تلال الخليل من ناحية الحدود الجنوبية والشرقية للمنطقة النباتية المتوسطية في إسرائيل. في مسح أجرتها سلطة الطبيعة والمنتزهات في إسرائيل عام 2012، اكتشفت في المنطقة 53 من النباتات النادرة، أكثر من نصفهم في الحقول المزروعة.
في العقود الأخيرة أنشأت إسرائيل مستوطنات في الجبل كعتنائيل وسوسيا وبيت حجاي وكريات اربع وماعون وبيت يتير